# Грабкова, Ирина Владиславовна
Ирина Владиславовна Грабкова (3 сентября 1981) — российская художница.

## Биография
Работает со своим братом Вадимом Грабковым. Перебравшись из Азова в Ростов-на-Дону, организовали в 2003 году в собственной квартире галерею «Кухня».
Сотрудничает с 16thLINE art-gallery.

## Работы находятся в собраниях
- Коллекция 16thLINE art-gallery

## Персональные выставки
- 2002 — «От заката до рассвета» (совм. с В. Грабковым и А. Черным). Новая русская галерея, Ростов-на-Дону[5].

## Коллективные выставки
- 2012 — «VIENNAFAIR The New Contemporary», Вена[4].
- 2008 — «Яблоки падают одновременно в разных садах». Центр современного искусства «Винзавод», Москва[6].
- 2008 — «Fresh Blood». Diehl + Gallery One, Москва[7][8][9][10].
- 2008 — «Арт-Веретьево». Веретьево, Московская область[11].
- 2008 — «О смертном в искусстве. Памяти Николая Константинова». М-галерея, Ростов-на-Дону[12].